# Liheng (köpinghuvudort i Kina, Jiangsu Sheng, lat 34,13, long 119,05)
Liheng är en köpinghuvudort i Kina. Den ligger i provinsen Jiangsu, i den östra delen av landet, omkring 230 kilometer norr om provinshuvudstaden Nanjing. Antalet invånare är 28 358. Befolkningen består av 14 300 kvinnor och 14 058 män. Barn under 15 år utgör 21,0 %, vuxna 15-64 år 66 %, och äldre över 65 år 12,0 %.